# Fontaine commémorative du roi Aleksandre Obrenović à Zlatibor
La fontaine commémorative du roi Aleksandre Obrenović à Zlatibor (en serbe cyrillique : Спомен-чесма краља Александра Обреновића на Златибору ; en serbe latin : Spomen-česma kralja Aleksandra Obrenovića na Zlatiboru) se trouve à Zlatibor, dans la municipalité de Čajetina et dans le district de Zlatibor, en Serbie. Elle est inscrite sur la liste des monuments culturels protégés de la République de Serbie (identifiant no SK 2227),.
La fontaine est également connue sous le nom de « fontaine du roi » grâce à l'historienne Lidija Crnčanin.

## Présentation
En 1893, le dernier roi serbe de la dynastie des Obrenović, Alexandre Ier (1876–1903), est venu visiter Zlatibor, ce qui a contribué au développement culturel et touristique de la région. Pour marquer sa visite, lors d'une grande réception près de la source d'eau froide de Kulaševac, le roi a promis d'ériger une fontaine à ses propres frais et, en remerciement, l'ancien président de la municipalité de Čajetina, Petar Mićićn a demandé au roi la permission de renommer la source de Kulaševac « Kraljeva voda », l'« eau du roi »,, pour « que cette source inépuisable soit un souvenir éternel de l'arrivée du roi à Zlatibor ». Les photographies et les cartes postales de l'époque attestent de l'authenticité de l'aspect de la fontaine jusqu'à aujourd'hui.
La fontaine commémorative a été érigée sur la promenade qui longe le lac de Zlatibor. Elle possède une base rectangulaire de 1,57 m sur 0,77 m. Construite en pierres de taille, elle se termine par un tympan dans l'esprit de la tradition classique. Une dalle carrée de marbre noir portant l'inscription « Le roi Alexandre Ier, 20 août 1893 » est apposée sur le monument ; une petite croix est appliquée au-dessus de la plaque commémorative.